# برنهارد اندرسن
برنهارد اندرسن (دانمارکی: Bernhard Andersen; ۵ فوریهٔ ۱۸۹۲ – ۹ فوریهٔ ۱۹۵۸) بازیکن فوتبال اهل دانمارک بود.
از باشگاه‌هایی که در آن بازی کرده‌است می‌توان به اشاره کرد.
وی همچنین در تیم ملی فوتبال دانمارک بازی کرده‌است.